# Lenax
 Lenax  là một xã ở tỉnh Allier thuộc miền trung nước Pháp.